# 完美重生
完美重生是泰國饒舌歌手兼歌手Lisa與美國饒舌歌手兼歌手Doja Cat和英國創作歌手Raye合作演唱的一首歌曲。她在2025年2月6日通過Lloud和RCA唱片发行，作為Lisa即將發行的首張录錄音室專輯《雙生自我》的第四首單曲。

## 背景與發佈
離開唱片公司YG Entertainment進行個人活動後，Lisa在2024年2月成立了自己的經紀公司Lloud ，並與RCA唱片簽署唱片合約，在4月預告將與Lloud合作發表個人音樂 。2024年6月至10月期間，她通過Lloud和RCA唱片公司发行了《超級巨星》、《新女人》和《月光迷情 》，作為她即將發行的首張錄音室專輯《雙生自我》的前三首預熱單曲。在10月份接受《Audacy》采访时，Lisa表示與Doja Cat合作是她的「下一个目标」 。2025年1月，她在《NRJ》电台的一集中透露，她即將發行的單曲將與一位她之前提到過想合作的藝術家合作。
1月24日，Lisa、Doja Cat和Raye在Instagram上分享了一張她們身穿華麗黑色雞尾酒裙的合照，並宣布他们將合作發行一首名為〈Born Again〉的單曲，該單曲將於美国东部時間2月6日晚上7點發行 。Lisa在TikTok上發布了幾段包含這首歌副歌片段的短影音，其中包括一段她與宣传《雙生自我》的線下廣告牌合影的影片 。2月3日，她發布了該單曲的官方封面藝術，封面中央的框架内是三位身着黑色礼服的藝術家，Doja低著頭，Lisa和Raye則看着鏡頭。這首歌在Lisa主演的HBO電視劇《白蓮花大飯店》第三季預告片發布之前播放。

## 作曲與歌詞
這首歌長度近四分中，《Born Again》由安德鲁·威尔斯 (Andrew Wells) 和Raye本人制作。Raye在2021年離開前唱片公司宝丽多唱片時，這首歌的視聽版本曾被泄露，這首歌被描述為「带有迪斯科風格」、「動感十足且充满活力的流行歌曲」，並且「夾雜着電子流行乐的元素」 。Lisa和Raye在第一節和合唱部分交替演唱，之後Doja演唱了一節。從歌词上看，這是一首分手励志立制歌曲，三位歌手分别詳細描述了他们的前任在放棄這段感情时所失去的東西。他們會夸耀自己分手後的关系變得多麼红火，以此来嘲諷前任。在第一節中，Lisa唱到與「我的男人像嗯嗯（一个非常非常傻的男人）」分手，「副駕數座上有一个前任，因為我受够了。」，这首歌曲傾向宗教主題，以描述分手後的清醒和充满力量的感觉。在副歌中，他们嘲笑前任未能获得神聖的體驗：「如果你再嘗試幾次 / 我会讓你成為一個信徒 / 會讓你知道重生的感觉 / 每天晚上 / 重生，寶貝，重生。」，Doja Cat繼續在半唱半说的歌词中嘲諷她的前任，说道：「我希望你能從這場小小的慘敗中吸取教訓/你玩得很聰明，讓我過去了。」雖然Lisa的部分使用了逃离失敗戀情的隱喻，Doja Cat和Raye的部分則大量融入了宗教意象。Doja Cat在部分中引用了伊甸園里的蘋果「非信徒 / 你咬了水果卻不能還手 / 很高興離開你 / 但如果我不問，那我就是傻瓜 / 你的话现在对你来说是否是福音？」，Raye則提到了祈禱，並说「我只會讓你至少需要宗教信仰」，最中得出結論，她必須結束一段感情才能「拯救我的靈魂」。

## 音樂錄影帶
隨著該單曲的發行，《Born Again》的音樂錄影帶也同時上傳至Lloud的YouTube頻道。該影帶由巴迪亚·泽纳利（Bardia Zeinali）執導，分為四部分。Lisa在Instagram上分享道：「這個音樂錄影帶是向歷史上的强大女性以及你們所有人致敬。」影片以一個落地鐘倒轉的鏡頭開始，接着是一段文字，將歌名定義為「轉變為一個擁抱自由、成為自己想成為的人的新女性。」接著，Lisa、Doja和Raye坐在黑白房间的華麗金色沙發上，穿著迷人的全黑服装。他們在一棟豪華豪宅的客廳裡一起唱歌。三人最初身着黑色喪服，後来擺脫了過去的面容，换上飄逸的白色連衣裙，配上銀色的盔甲。

## 製作團隊
來源自Melon和Apple Music 
- Lisa – 主唱
- Raye – 主唱、歌詞、作曲、制作
- Doja Cat – 主唱、歌詞、作曲
- 安德鲁·威尔斯 – 歌词、作曲、制作
- 安东尼·罗索曼多– 歌詞、作曲
- Victor Le Masne – 弦樂
- Serban Ghenea –混合
- Randy Merrill –母带制作
- Bryce Bordone – 混音協助
- Jelli Dorman – 聲樂工程
- Kuk Harrell – 聲音制作

## 發佈歷史
| 發行地區 | 發行日期     | 發行形式       | 廠牌               | 來源   |
| -------- | ------------ | -------------- | ------------------ | ------ |
| 全球     | 2025年2月6日 | 數位下載、串流 | LLOUD、RCA唱片     | [ 24 ] |
| 義大利   | 2025年2月7日 | 电台播放       | 索尼音乐意大利公司 | [ 25 ] |